# Опава (окръг)
Окръг Опава (на чешки: Okres Opava) е един от 6-те района на Моравско-силезкия краѝ на Чехия. Административен център е град Опава. Площта на окръга е 1113,11 km², а населението – 	176 742 жители (гъстотата на населението е 159 души на 1 km²). В окръга има 77 населени места, в това число 7 града и един град без право на самоуправление. Код по Код по LAU-1 – CZ0805.

## География
На запад граничи с окръг Брунтал, на югозапад – с окръг Оломоуц, който принадлежи към Оломоуцкия край. На юг граничи с Нови Ичин, а на югоизток – с Острава-град и в съвсем кратък отрязък – с окръг Карвина. От северната страна е държавната граница с Полша. С изключение на окръг Оломоуц, всички останали окръзи са част от Моравско-силезкия край.

## Градове и население
Окръг Опава, чиято източна част влиза историческата област Хлучинско, е създаден от следните първоначални административни и съдебни окръзи: статутен град Опава, Опава-район, Хлучин, Витков и части от окръзите Биловец и Моравски Бероун. Новият окръг Опава (след 1960) включва статутарен град Опава (58 хил жители), градове като Хлучин (14 хил.), Краварже (7 хил.), Витков (6 хил.) Храдец над Моравици (5 хил.), Долни Бенешов (4 хил.) и Будишов над Будишовкоу (3 хил. жители).
До 1 януари 2007 в границите на окръга влизат и общините, Чависов, Дони Лхота, Горни Лхота и Велка Полом – сега чест от окръг Острава-град.
По данни от 30 юни 2005 г.:
| Общо            | Жени             | Мъже             |
| --------------- | ---------------- | ---------------- |
| 180 278 (100 %) | 92 230 (51,16 %) | 88 048 (48,84 %) |

Средна гъстота на населението – 160 жители на km². 55,46 % от населението на окръга живее в градове.

## Образование
По данни от 2003 г.:
| Вид училище                         | Брой училища |
| ----------------------------------- | ------------ |
| Детски градини                      | 91           |
| Начални училища                     | 80           |
| Гимназии                            | 4            |
| Средни училища и промишлени училища | 12           |
| Средни професионални училища        | 8            |
| Висши професионални училища         | 2            |
| Университети                        | 1            |

## Здравеопазване
По данни от 2003 г.:
| Лекари                                      | 559 |
| Болници                                     | 2   |
| Специализирани заведения за лечение и отдих | 5   |
| Зъболекари                                  | 85  |
| Аптеки                                      | 27  |

## Транспорт
През окръга преминава част от магистрала D1, както и първокласните пътища (пътища от клас I) I/11, I/46, I/56 a I/57. Пътища от клас II в окръга са II/442, II/443, II/452, II/460, II/461, II/462, II/463, II/464, II/465, II/466, II/467 и II/469.

## Реки
- Опава
- Моравице